# Forcipomyia longisetosa
Forcipomyia longisetosa är en tvåvingeart som beskrevs av Krivosheina et Remm 1973. Forcipomyia longisetosa ingår i släktet Forcipomyia och familjen svidknott. Inga underarter finns listade i Catalogue of Life.